# Bernadette Chirac
Bernadette Thérèse Marie Chirac, nata Chodron de Courcel (Parigi, 18 maggio 1933), è una politica francese, vedova dell'ex presidente della Repubblica francese Jacques Chirac.

## Biografia
La sua è una famiglia di origine aristocratica. Il padre, Jean-Louis Chodron de Courcel (1907-1985), era il direttore di una ditta di costruzioni, mentre la madre era Margherita di Brondeau d'Urtières (1910-2000). È la sorella maggiore di Catherine (1946) e Jérôme (1948).
Nel 1990 ha fondato l'Association Le Pont Neuf, istituita per promuovere gli scambi culturali fra i giovani francesi ed quelli provenienti dall'Asia. Dal 1994 è inoltre presidente della fondazione Hôpitaux de Paris-Hôpitaux de France, che ha lo scopo di migliorare la vita dei bambini e degli anziani all'interno degli istituti ospedalieri. Il 3 settembre 2007, è diventata presidente della fondazione Claude Pompidou, in seguito alla morte della sua fondatrice, Claude Pompidou.

### Première dame di France
Come consorte di un presidente francese, rispetto ad altre first lady, Bernadette Chirac è sempre stata molto attiva anche a livello politico, al punto che spesso la coppia Jacques e Bernadette Chiarc è stata paragonata ad un duo, le cui carriere avanzano parallelamente. Infatti, come consigliere generale della Corrèze dal 1979 in poi e vicesindaco di Sarran, Bernadette Chirac è ad oggi l'unica moglie di un presidente francese ad aver ricoperto cariche istituzionali, se non si tiene conto della breve carriera politica di Anne-Aymone Giscard d'Estaing, moglie di Valéry Giscard d'Estaing, che fu assessore di Chanonat (Puy-de-Dôme).

### Vita privata
Ha conosciuto suo marito, mentre erano entrambi studenti presso l'Istituto di studi politici di Parigi e si sono sposati il 16 marzo 1956. La coppia ha avuto due figlie, Laurence e Claude, a cui si è aggiunta una adottiva, la vietnamita Anh Đào Traxel.
Le è appena stato dedicato un film diretto da Lea Domenach, nel quale il ruolo di Bernadette è stato interpretato da Catherine Deneuve. Nel film non tutto è vero ma viene messo in luce il carattere combattivo della ex Première Dame.